# Usina Hidrelétrica Paulo Afonso II
A Usina Hidrelétrica Paulo Afonso II, que também recebe o nome de PA II, é uma usina hidrelétrica brasileira localizada no estado da Bahia. Implantada no rio São Francisco, pertence ao Complexo Hidrelétrico de Paulo Afonso. A Companhia Hidro Elétrica do São Francisco (Eletrobras Chesf) é a proprietária da geradora de energia.

## Características

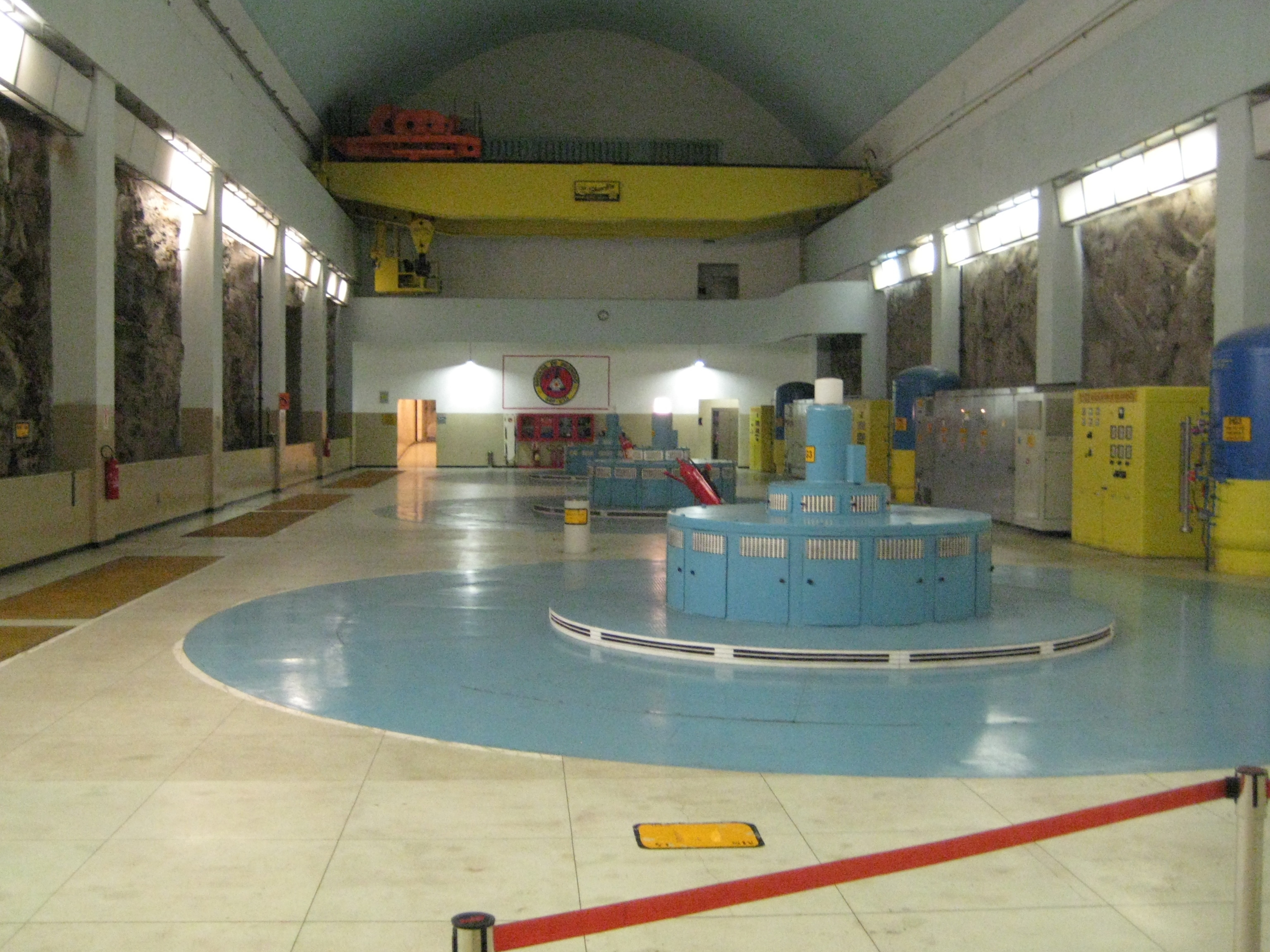
Sala das turbinas PA II

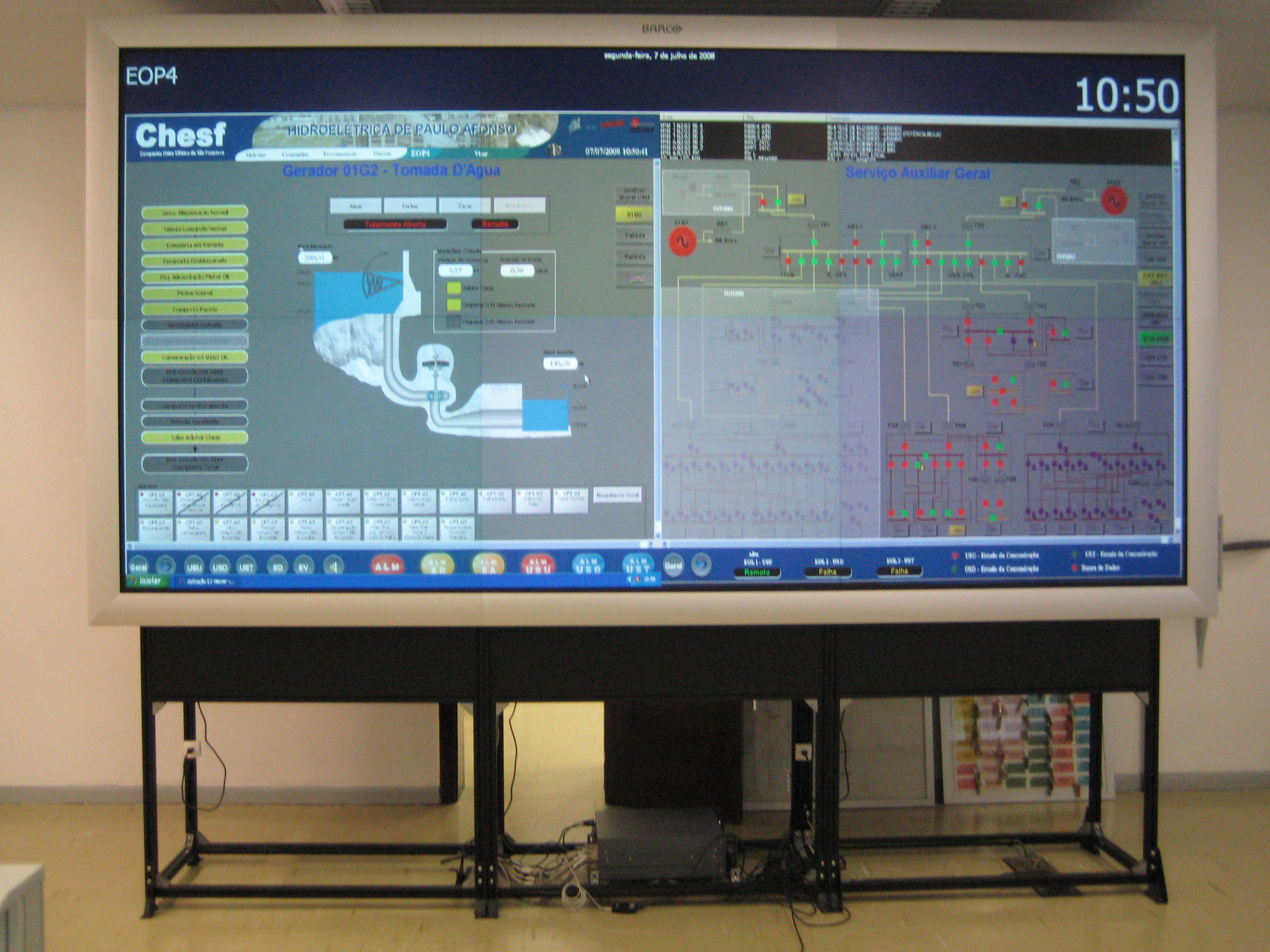
Painel de controle do Gerador 01G2.

A Paulo Afonso II é composta por 6 unidades geradoras acionadas por turbinas tipo Francis.